# Élection législative de novembre 1962 à Wallis-et-Futuna
Les élections législatives françaises de 1962 se déroulent le 18 novembre 1962. Dans le territoire du Wallis-et-Futuna, un député est à élire dans le cadre d'une circonscription.

## Élus
| Circonscription        | Député sortant | Parti | Parti | Député élu ou réélu | Parti | Parti |
| ---------------------- | -------------- | ----- | ----- | ------------------- | ----- | ----- |
| Circonscription unique | Hervé Loste    |       | CNIP  | Hervé Loste         |       | RI    |

## Résultats

### Résultats à l'échelle du territoire
|                | Républicains indépendants | 1 926 | 57,53  | 1 |  |  |
|                | Majorité présidentielle   | 1 926 | 57,53  | 1 |  |  |
|                | Divers                    | 1 422 | 42,47  | 0 |  |  |
|                |                           |       |        |   |  |  |
| Inscrits       | Inscrits                  | 3 630 | 100,00 | 1 |  |  |
| Abstentions    | Abstentions               | 264   | 7,27   |   |  |  |
| Votants        | Votants                   | 3 366 | 92,73  |   |  |  |
| Blancs et nuls | Blancs et nuls            | 18    | 0,53   |   |  |  |
| Exprimés       | Exprimés                  | 3 348 | 99,47  |   |  |  |

### Résultats par circonscription
| | Hervé Loste sortant réélu | RI             | 1 926 | 57,53  |  |  |  |
| | Victor-Emmanuel Brial     | Sans étiquette | 1 422 | 42,47  |  |  |  |
| |                           |                |       |        |  |  |  |
| Inscrits | Inscrits                  | Inscrits       | 3 630 | 100,00 |  |  |  |
| Abstentions | Abstentions               | Abstentions    | 264   | 7,27   |  |  |  |
| Votants | Votants                   | Votants        | 3 366 | 92,73  |  |  |  |
| Blancs et nuls | Blancs et nuls            | Blancs et nuls | 18    | 0,53   |  |  |  |
| Exprimés | Exprimés                  | Exprimés       | 3 348 | 99,47  |  |  |  |
| Source : France, Ministère de l'intérieur. Les Elections législatives . Métropole., la Documentation française, 1963 (lire en ligne) |                           |                |       |        |  |  |  |